# Константинов, Фёдор Денисович
Фёдор Дени́сович Константи́нов (4 (17) марта 1910, с. Макеево, Зарайский уезд, Рязанская губерния, Российская империя — 8 июля 1997, Москва, Россия) — советский, российский художник-график, живописец. Народный художник СССР (1991).

## Биография
В 1935 году окончил Московский институт изобразительных искусств (ныне Московский государственный академический художественный институт имени В. И. Сурикова) (педагоги: В. А. Фаворский, К. Н. Истомин, Л. А. Бруни).
С начала 1930-х годов работал как художник-иллюстратор для издательств «Гослитиздат», «Детгиз», «Советский писатель» и др..
Работал главным образом в технике гравюры по дереву. Ему принадлежат выразительные портреты Моцарта (1955), Паганини (1956), Вагнера (1953), Верди (1956), Есенина (1965). Мастер книжной иллюстрации; начиная с 1934 года, создавал иллюстрации к книгам как русских писателей и поэтов, так и классиков мировой литературы.
Считается[кем?] глубоким истолкователем произведений А. С. Пушкина, М. Ю. Лермонтова, Ф. И. Тютчева, Ф. М. Достоевского. Иллюстрировал книги И. А. Крылова, И. С. Тургенева, А. А. Фета, С. А. Есенина, М. М. Пришвина. Поэма М. Ю. Лермонтова «Мцыри» с восемью гравюрами на дереве вышла в 1941 году, в переизданиях 1949 и 1961 годов дополнялась новыми иллюстрациями и заставками к главам.
В оформлении художника выходили «Медный всадник» (1974—1975) и «Полтава» (1978—1979) А. С. Пушкина, «Герой нашего времени» М. Ю. Лермонтова (1961—1963), «Кентерберийские рассказы» Дж. Чосера (1943), «Легенда об Уленшпигеле» Ш. де Костера (1961), «Метаморфозы» Овидия (1938), книги Горация (1935), У. Шекспира (1938), М. Твена (1944), В. Гюго (1952), Ф. Шиллера (1955).
Американский художник и искусствовед Линд Уорд в статье о Ф. Константинове (1943) утверждал, что его гравюры обнаруживают в нём чрезвычайно способного и тонкого художника, чьё умение владеть материалами ставит его в группу художников мирового значения, причём редких даже в мировом масштабе, — он относится к той группе художников, у которых талант и точка зрения совпадают и дают подлинно творческую личность.
Член-корреспондент Академии художеств СССР с 1973 года.
Произведения представлены в коллекциях Государственной Третьяковской галереи, Государственного Русского музея, Государственного Литературного музея в  Москве, ГМИИ им. А.С. Пушкина и других российских и ряда зарубежных музеев.
Автор статей в периодических изданиях.
Скончался 8 июля 1997 года в Москве. Похоронен на Ваганьковском кладбище.

## Награды и звания
- Заслуженный художник РСФСР (1963) — за заслуги в области советского изобразительного искусства[5]
- Народный художник РСФСР (1980 — за заслуги в области советского изобразительного искусства[6]
- Народный художник СССР (1991) — за большие заслуги в развитии советского изобразительного искусства[7]
- Орден Дружбы (1995) — за заслуги перед государством, успехи, достигнутые в труде, большой вклад в укрепление дружбы и сотрудничества между народами[8]
- Орден «Знак Почёта»
- Бронзовая медаль Международной выставки искусства книги в Лейпциге (1959)
- Первая премия Международной выставки-ярмарки в Болонье (Фиера ди Болонья, 1976)
- Серебряная медаль и диплом АХ СССР (1983)
- Дипломы Всесоюзных и Всероссийских конкурсов на лучшее издание года (1965, 1967, 1970, 1972, 1975, 1976, 1977)
- Почётный гражданин Зарайска.